# UTC+05:00

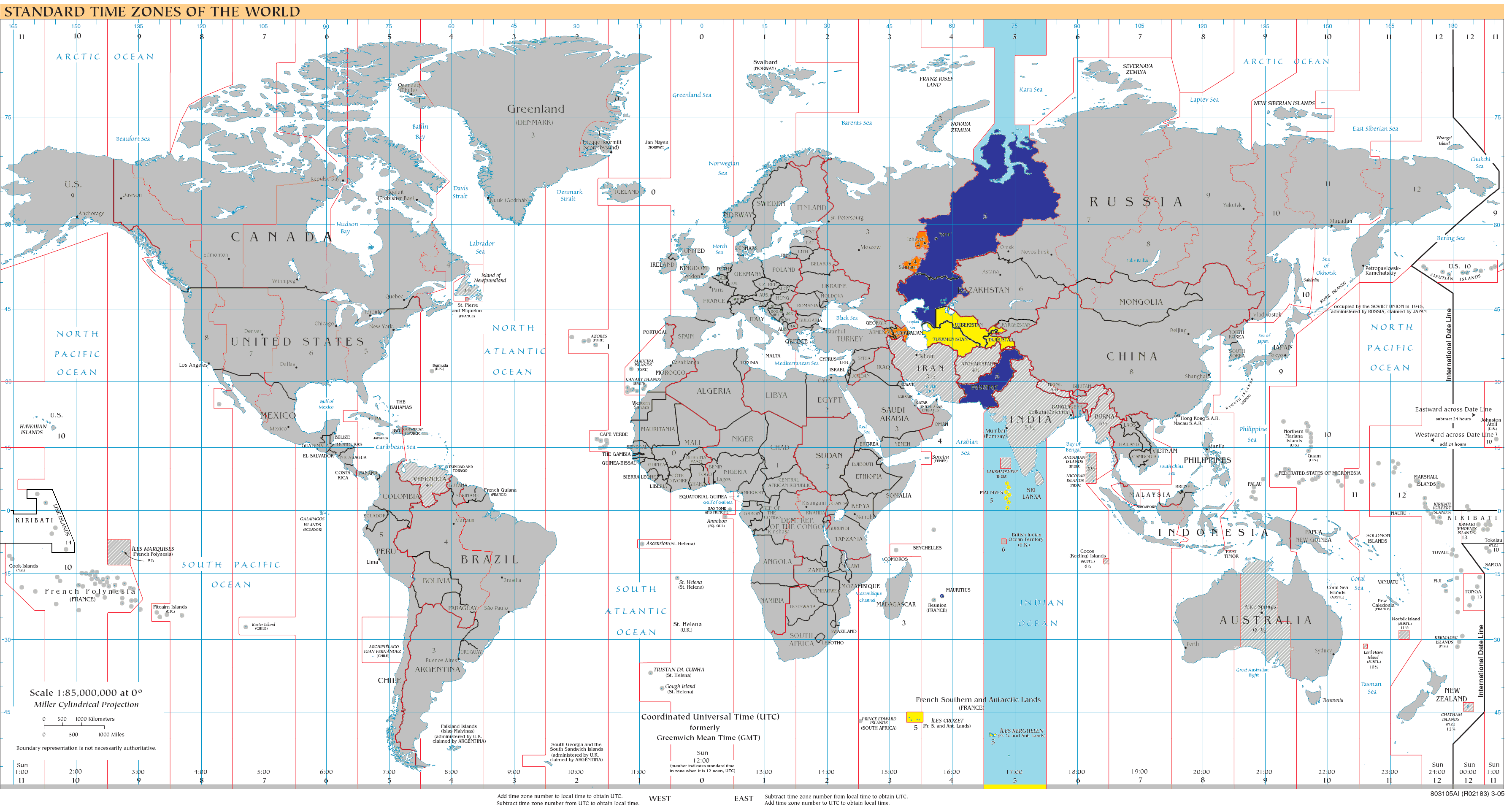
Mapa de UTC+05:00

UTC+05:00 es el décimo octavo huso horario del planeta cuya ubicación geográfica se encuentra en el meridiano 75 este. Aquellos países que se rigen por este huso horario se encuentran 5 horas por delante del meridiano de Greenwich.

## Hemisferio norte

### Países que se rigen por UTC+05:00 todo el año
| Abreviatura | Nombre Completo                                     | País |
| ----------- | --------------------------------------------------- | --- |
| AQTT        | Hora de Aktobé (Aqtobe Time)                        | Kazajistán (excepto las provincias de Kyzylorda y Kazajistán Occidental) |
| MSK+2       | Hora Estándar de Moscú +2 (Moscow Standard Time +2) | Kazajistán - Provincia de Kyzylorda |
| MVT         | Hora de Maldivas (Maldives Time)                    | Maldivas |
| ORAT        | Hora de Oral (Oral Time)                            | Kazajistán - Kazajistán Occidental |
| PKT         | Hora Estándar de Pakistán (Pakistan Standard Time)  | Pakistán |
| TJT         | Hora de Tayikistán (Tajikistan Time)                | Tayikistán |
| TMT         | Hora de Turkmenistán (Turkmenistan Time)            | Turkmenistán |
| UZT         | Hora de Uzbekistán (Uzbekistán Time)                | Uzbekistán |
| YEKT        | Hora de Ekaterinburgo (Yekaterinburg Time)          | Rusia - Distrito autónomo de Janti-Mansi - Krai de Perm - Óblast de Cheliábinsk - Óblast de Kurgán - Óblast de Oremburgo - Óblast de Sverdlovsk - Óblast de Tiumén - República de Baskortostán |

## Hemisferio sur

### Países que se rigen por UTC+05:00 todo el año
| Abreviatura | Nombre Completo                                                       | País                    |
| ----------- | --------------------------------------------------------------------- | ----------------------- |
| MAWT        | Hora de Mawson (Mawson Time)                                          | Antártida - Base Mawson |
| TFT         | Hora Francesa del Sur y Antártica (French Southern and Antartic Time) | Francia - Kerguelen     |